# Adam Gabriel
Adam Gabriel (28 maggio 2001) è un calciatore ceco, difensore dell'Hradec Králové e della nazionale Under-21 ceca.

## Biografia
È il figlio dell'ex calciatore Petr Gabriel.

## Carriera

### Club
Cresciuto nel settore giovanile dello Sparta Praga, ha esordito in prima squadra il 10 agosto 2021, nella partita del terzo turno dei preliminari di Champions League persa per 3-1 contro il Monaco.
Il 30 maggio 2022 viene acquistato dall'Hradec Králové, con cui firma un triennale, in uno scambio che vede coinvolto anche Jan Mejdr.

### Nazionale
Nel 2023 è stato convocato dalla nazionale Under-21 ceca per l'Europeo di categoria.
Il 15 marzo 2024 viene convocato per la prima volta in nazionale maggiore, con cui ha esordito 11 giorni dopo nell'amichevole vinta 2-1 contro Armenia.

## Statistiche

### Presenze e reti nei club
Statistiche aggiornate al 20 giugno 2023.
| Stagione        | Squadra         | Campionato      | Campionato | Campionato | Coppe nazionali | Coppe nazionali | Coppe nazionali | Coppe continentali | Coppe continentali | Coppe continentali | Altre coppe | Altre coppe | Altre coppe | Totale | Totale |
| Stagione        | Squadra         | Comp            | Pres       | Reti       | Comp            | Pres            | Reti            | Comp               | Pres               | Reti               | Comp        | Pres        | Reti        | Pres   | Reti   |
| --------------- | --------------- | --------------- | ---------- | ---------- | --------------- | --------------- | --------------- | ------------------ | ------------------ | ------------------ | ----------- | ----------- | ----------- | ------ | ------ |
| 2021-2022       | Sparta Praga    | 1L              | 1          | 0          | CRC             | 1               | 0               | UCL+UEL+UECL       | 1+0+0              | 0                  | -           | -           | -           | 3      | 0      |
| 2022-2023       | Hradec Králové  | 1L              | 26         | 2          | CRC             | 2               | 0               | -                  | -                  | -                  | -           | -           | -           | 28     | 2      |
| Totale carriera | Totale carriera | Totale carriera | 27         | 2          |                 | 3               | 0               |                    | 1                  | 0                  |             | -           | -           | 31     | 2      |

## Palmarès

### Club

#### Competizioni nazionali
- Campionato danese: 1

Midtjylland: 2023-2024